# Marja-iskusnitsa
Marja-iskusnitsa (russisk: Марья-искусница) er en sovjetisk spillefilm fra 1960 af Aleksandr Rou.

## Medvirkende
- Mikhail Kuznetsov
- Ninel Mysjkova - Marija
- Viktor Perevalov - Ivanusjka
- Anatolij Kubatskij
- Olga Khatjapuridze - Aljonusjka